# (19411) Collinarnold
(19411) Collinarnold (1998 FJ22) – planetoida z grupy pasa głównego asteroid okrążająca Słońce w ciągu 3,37 lat w średniej odległości 2,25 j.a. Odkryta 20 marca 1998 roku.